# Ślubowanie (film 1937)
Ślubowanie (jid. Tkhijes khaf) – polski film fabularny z 1937 roku w języku jidysz. W filmie gościnnie wystąpił Chór Wielkiej Synagogi w Warszawie.

## Fabuła
Podobnie, jak film Dybuk z 1937, dotyczy żydowskiej tradycji. Fabuła nawiązuje do przypowieści o tym, że kobieta jest wyznaczona swojemu przyszłemu mężowi czterdzieści dni przed opuszczeniem łona matki. Dwaj przyjaciele składają ślubowanie, że ich dzieci (jeśli będą przeciwnych płci), zostaną sobie poślubione. Poręczycielem tego przyrzeczenia ma być sam prorok Eliasz. Ich dorosłe dzieci, mimo że nie wiedziały o przyrzeczeniu ojców, zakochały się w sobie. Jednak obaj ojcowie próbowali złamać dane słowo. Sytuacja ta zmusiła do interwencji proroka Eliasza, który pojawił się siedem razy, za każdym razem w innej postaci.
Będące w posiadaniu Filmoteki Narodowej fragmenty liczą łącznie 61 minut; w zachowanej wersji czołówka oraz napisy rozdzielające poszczególne akty są w języku litewskim.

## Obsada
- Zygmunt Turkow – jako prorok Eliasz
- Kurt Katsch – jako Mendel
- Estera Perelman – jako Mirełe, żona Mendla
- Icchak Grudberg – jako Jakub, syn Mendla
- Mojżesz Lipman – jako Chaim
- Berta Litwina – jako Estera, żona Chaima
- Dina Halpern – jako Rachela, córka Chaima
- Samuel Landau – jako Szmul Weber
- Menasze Oppenheim – jako Dawid, syn Szmula
- Maks Bożyk – jako swat
- Symcha Fostel – jako administrator
- Maks Bryn